# Sega Lindbergh
Sega Lindbergh — аркадная система, выпускаемая фирмой Sega. Построена на аппаратных средствах PC, стало быть имеет идентичную архитектуру. Было много разговоров про эмуляцию системы до её релиза, хотя Sega официально объявила что в системе применено множество способов защиты от нарушения авторского права. Они заключаются в использовании специфической материнской платы, на южном мосту которой расположен кодек-чип, шифрующий/дешифрующий информацию, поступающую с DVD привода и HDD.
Согласно заявлению Хироси Катаоки, президента Sega AM2, портировать тайтлы Lindbergh (такие как Virtual Fighter 5) на PlayStation 3 легче, чем портировать на Xbox 360, поскольку Lindbergh и PS3 используют GPU, разработанные одной компанией, Nvidia.
Наследником Lindbergh стала серия Ring (RingEdge и RingWide), что означает что для системы больше не будут выпускаться игры, и последней игрой для неё стала MJ4 Evolution.

## Технические характеристики[3]
- CPU: 
  - Intel Pentium 4 3.0GHz (800 MHz FSB, 1 MB L2 Cache, HT) (Lindbergh Yellow)
  - Intel Celeron 2,8 GHz (Lindbergh RED)
- RAM: 184pin DDR SDRAM PC3200 512 MB x 2
- GPU: 
  - nVidia GeForce 6800GT - 256bit GDDR3 256MB, поддержка Vertex Shader 3.0 и Pixel Shader 3.0 (ранняя модель Yellow)
  - nVidia GeForce 7800GS (поздняя модель Yellow)
  - nVidia GeForce 7600GS (модель RED)
- HDD: 40 Gb
- Звук: 64 channel, 5.1 SP-DIF выход
- LAN: встроенная сетевая карта 10/100/1000 BASE-TX, JVS I/O коннектор
- I/O: 2ch 1ch 232 422
- четыре USB порта
- поддержка HDTV
- Операционная система: MontaVista Linux (модели Yellow и RED), Windows XP Embedded (модель Blue)

## Список игр Lindbergh

### Выпущенные
- After Burner Climax (2006)
- Ami-Gyo (2005)
- Ghost Squad Evolution (2007)
- Harley Davidson: King of the Road (2008)
- Hummer (2008)
- Initial D Arcade Stage 4 (2007)
- Initial D Arcade Stage 4 Kai (2008)
- Initial D Arcade Stage 4 Limited (2008)
- Initial D Arcade Stage 5 (2009)
- Lets Go Jungle (2006)
- Lets Go Jungle Special (2007)
- Outrun 2 SP SDX (2006)
- Virtua Tennis 3 (Power Smash 3) (2006)
- Primevil Hunt (2008)
- Psy-Phi (2006) (прототип)
- R Tuned: Ultimate Street Racing (2008)
- Rambo (2008)
- Sega Race TV (2007)
- The House of the Dead 4 (2005)
- The House of the Dead 4 Special (2006)
- The House of the Dead EX (2008)
- Virtua Fighter 5 (2006)
- Virtua Fighter 5 R (2008)
- Virtua Fighter 5 Version B
- Virtua Fighter 5 Version C
- Virtua Fighter 5 Version D
- 2 Spicy (2007)
- Virtua Fighter 5 Final Showdown (2010)
- MJ4 Evolution (2011)